# Qikiqtaryuaq (västra Queen Maud Gulf)
För andra betydelser, se Qikiqtarjuaq (olika betydelser).
Qikiqtaryuaq, tidigare benämnd Melbourne Island, är en ö i Kanada.   Den ligger i territoriet Nunavut, i den centrala delen av landet, 3 100 km nordväst om huvudstaden Ottawa. Arean är 381 kvadratkilometer.
Terrängen på Qikiqtaryuaq är platt. Öns högsta punkt är 102 meter över havet. Den sträcker sig 22,2 kilometer i nord-sydlig riktning, och 27,4 kilometer i öst-västlig riktning.
Trakten runt Qikiqtaryuaq består i huvudsak av gräsmarker. Trakten runt Qikiqtaryuaq är nära nog obefolkad, med mindre än två invånare per kvadratkilometer.